# 中華民國政治宣傳
中华民国政治宣传是中华民国政府以鞏固自身政權合法性為目的採取的政治宣傳活動，其主要表現為對內宣傳意識形態，對外宣傳政權形象。

## 大陆时期
在大陆时期，中國國民黨實施一黨訓政，黨營媒體等同國營媒體，由當時的中國國民黨中央宣傳部負責，以三民主義新聞思想進行宣傳活動，主要負責對內宣傳中國國民黨。1930年，中國國民黨提出「黨報原則」：「以三民主義為最高指導原則，以黨的政綱為宣傳材料；堅持黨的立場，以中央的態度為態度，嚴守黨的秘密，絕對受上級黨部的指揮；儘量避免為一派一系所利用，維持黨德。」時任國民政府軍事委員會委員長蔣介石在公開言論中表示：「黨報代表黨和代表人民，是統一的，為黨和國家發言，就是替人民大眾講話，新聞事業在黨、國家和人民之間充當了一種橋樑作用。他還強調，新聞第一要迅速，新聞之所以成為新聞，就在於內容的新穎；第二要確實，如果新聞宣傳失實，或者完全虛構，結果必然失掉讀者的信任；第三不僅報導官方政治新聞，而且應該面向經濟建設、面向工農大眾的新聞方向發展。」
| 種類     | 名稱           | 隸屬                                          | 創辦人 |
| -------- | -------------- | --------------------------------------------- | ------ |
| 通訊社   | 中央通訊社     | 中國國民黨中央宣傳部 → 中央通訊社股份有限公司 | 戴季陶 |
| 通訊社   | 軍事新聞通訊社 | 國民政府軍事委員會 → 中華民國國防部           |        |
| 報紙     | 中央日報       | 中國國民黨中央宣傳部 → 中央日報社股份有限公司 | 何浩若 |
| 廣播電台 | 中央廣播電台   | 中國國民黨中央宣傳部 → 中國廣播公司           | 陳果夫 |

中國抗日戰爭結束後，國民政府擬設立政府的宣傳部，來接手屬於中國國民黨中央宣傳部下的媒體。但國防最高委員會第174次常會討論後亦對成立宣傳部持保留態度，原因是：
|  | 1.歐美各國對於宣傳機構所發布之文件向不重視，甚或持厥惡態度，故在平時均未設立此項機構，有之惟德義等法西斯國家而已，英美戰時雖亦曾設，但戰後即撤，⋯⋯但我國忽決設立，恐未必有效果，而予友邦不良印象； 2.宣達國家政令，不可不有一機構專司，美國總統每週舉行一次白宮招待新聞記者會，英國人民則可隨時往下議院旁聽，國家一切要人民明瞭，此外無所用其宣達，我國為順利宣達，可於行政院內設立一單位負責，並由各院部會隨時提供資料，相互聯繫，亦有同效； 3.若非要設，名稱亦要斟酌，宣傳二字，似不可再用，其與內政外交兩部執掌亦需明分。 |

最後，1947年3月中國國民黨六屆三中全會提案討論此折衷方案，經主席團決定，行政院下設新聞局；4月17日國民政府擴大改組，行政院新聞局正式成立，該局主要下分三處：第一處管理國内宜傳；第二處負賣國際宣傳；第三處掌理宣揚政令政績之書刊與資料。當時，行政院成立新聞局雖標誌黨、政間新聞主管機關的分離，然事實上新聞局是從國民黨中央宣傳部國際宣傳處而來，新聞局雖下分三處，實際重心只在第二處國際宣傳上，此外並不負擔國內其他新聞事業的管理，國內其他新聞事業管理仍由中國國民黨中央宣傳部繼續負責。

## 台灣時期
國共內戰失利後，中華民國政府遷至台灣，並發布台灣省戒嚴令，繼續維持一黨專政。直到1990年代，解除戒嚴，才逐漸走上民主改革，黨營媒體也轉為國營。原本由中國國民黨中央文化工作會主導，改為中華民國政府主導，並隨執政黨不同，而宣傳不同的政策。
| 種類     | 名稱                        | 隸屬                                     | 現任負責人 |
| -------- | --------------------------- | ---------------------------------------- | ---------- |
| 通訊社   | 中央通訊社                  | 中國國民黨中央文化工作會 →中華民國文化部 | 刘克襄     |
| 通訊社   | 軍事新聞通訊社              | 中華民國國防部                           |            |
| 報紙     | 青年日報                    | 中華民國國防部                           |            |
| 廣播電台 | 自由中国之声 → 中央廣播電台 | 中国广播公司 → 中華民國文化部            | 平路       |
| 電視台   | 公共電視                    | 中華民國文化部                           | 陈郁秀     |
| 電視台   | 中華電視公司                | 中華民國文化部                           | 陈郁秀     |

### 李登輝政府時期
僑務委員會於2000年成立宏觀電視，避免海外華僑只接受中共衛星放送的節目，時任中華民國總統李登輝在開播典禮時表示，可以借著頻道「讓國際社會知道中華民國在台灣存在事實的成就」。宏觀電視曾經有相當好的收視，2013年全年觀看達2768萬7306人次、2014年中國大陸地區觀看更達57.3%，不過因為法律限制其改隸公廣集團，製播節目的規範與原本外宣需求不能契合，加上僑委會認為稱其已「完成階段性任務」，最終於2018年起停播。

### 蔡英文政府時期
根據蔡英文政府的國家安全局向立法院提交的報告內容指出，政府須採取「全政府」、「全社會」對策，整合產、官、學、研之力，建設資安基礎防護能量，並依全民國防之概念，透過教育深根國人之危機意識，強化媒體識讀能力；另亦須運用各種通路，加強對「中共對台統戰手法」宣傳力度，並傳遞正面訊息適時澄清爭訊，俾鞏固民心士氣。同時尋求國際友邦合作，匯集各國當前官、民、學界及智庫等友我力量，持續推動「反制網路攻擊、抵制不實訊息之戰略聯盟」，以結合各理念相近國家成為「利我之支撐力量」。
中華民國外交部下轄的駐外館處也擔負替台灣向外宣傳的任務，2019年1月起，中華民國外交部向全球外館發出通電，駐外代表處處官方Facebook名稱可改為只用駐地語言，並以「台灣」為開頭。此外，中華民國政府本身也以僑務委員會與中華民國外交部為兩大「台版大外宣」支柱，花了不少預算在國際上力求「講好台灣故事」。其中，僑委會除近兩年預算減少外，往年年度預算在「僑務新聞資訊及傳媒服務」一項，花費都在新台幣1億5000萬元以上。中華民國外交部預算方面，2019年共斥資6,670萬元「製作國際文宣視聽資料及編印出版品」加上發行《台灣光華雜誌月刊》2,264萬元及其他宣傳相關經費加總更突破新台幣1億元。
《耶路撒冷郵報》體育記者斯特姆曾撰文表示，他來台的旅行是由中華民國外交部贊助，是一個針對台灣政治、經濟和文化發展的計畫。並稱中華民國外交部每年要進行多達10次這樣的旅行，目的是向國際新聞記者展示台灣的方方面面，讓他們為自己的讀者寫一些宣傳台灣的故事。斯特姆說，儘管這似乎是一筆大投資，但總體而言，因為這樣的旅行提供了人們，理解這個國家的生活方式，巧妙地改善了全球關係。
在COVID-19防疫期間，蔡英文政府建立新的對外宣傳（新外宣），旨在「告訴國際社會中華民國(台灣)是個國家，而且是中共積極打壓的國家實體。」國立政治大學外交學系副教授黃奎博則指出，蔡英文政府將台灣防疫工作和「口罩外交」拿來進行「大外宣」（對外宣傳大布局）。同時，又利用香港「反送中」運動和中國大陸若干省分嚴重疫情，加碼推動「大內宣」（擴大內部宣傳）。此外，蔡英文社群操盤手林鶴明3月初宣示2020年要號召辣台派主打國際賽後，蔡英文的Twitter帳號堪稱台灣政府對外最大宣傳的平台之一。另外，還傳出蔡政府考慮，設英語台在國際定頻PK中國央視的英語台中國環球電視網，類似過去僑委會的宏觀電視，每年花費1.1億預算，而宏觀電視已在蔡英文執政時的2017年走入歷史，併入公廣集團。